# Li Xianting
Li Xianting (Standaardmandarijn: 栗宪庭) (Jilin, 22 december 1949) is een invloedrijk Chinees kunstcriticus. Hij is een voorstander van pluralisme en artistiek individualisme en is bepalend geweest voor de Chinese kunstwereld.

## Leven
Nadat hij in 1978 slaagde aan de faculteit voor Schilderkunst van de Centrale Academie van Schone Kunsten (中央美术学院) in Peking begon hij in 1979 zijn carrière als redacteur voor het gerenommeerde kunstmagazine Měishù (美术), tot 1983. Van 1985 tot 1989 werkte hij voor het weekblad Zhōngguó Měishùbào (中国美术报).
Hij werkt vanuit Songzhuang, een kleine kunstenaarsstad in het district Tongzhou in Peking. In talrijke artikelen maakte hij zich sterk voor de bekendmaking van nieuwste stromingen en kunstenaars, die later tot enkele van de meest in het oog springende figuren van de kunstwereld zijn geworden. Hij introduceerde begrippen als Politieke Pop en Cynisch Realisme.
Li was organisator en medeorganisator van vele tentoonstellingen in binnen en buitenland, waaronder van de China/Avant-Garde bij het Nationale Kunstmuseum in Peking in 1989. Na het Tiananmen-protest in 1989 legde hij alle functies neer en ging hij verder als freelance kunstcriticus en -curator.
Hij bleef ondanks de moeilijke omstandigheden bezig met de organisatie van tentoonstellingen, zoals Mao Goes Pop in 1993 en het Chinese paviljoen tijdens de 45e International Biënnale van Venetië in 1995. Hij werkte verder aan de organisatie van tentoonstellingen in Hongkong, Chengdu, Tokio, Yokohama, Sydney, Hamburg en Bonn.
Begin 21e eeuw is hij directeur van het Songzhuang Kunstmuseum en de Li Xianting Filmstichting, waarmee hij fondsen werft voor onafhankelijke filmproducties en -onderzoek.

## Onderscheiding
In 2008 ontving hij de Prins Claus Prijs. Het Prins Claus Fonds onderscheidde hem voor "zijn levenslange inzet voor de moderne kunst in China, voor zijn nauwgezette, analytische denkwijze en omdat hij opkomt voor individualiteit en vrijheid van geest."